# باپتیست اشمیسر
باپتیست اشمیسر (انگلیسی: Baptiste Schmisser؛ زادهٔ ۲۶ فوریهٔ ۱۹۸۶) بازیکن فوتبال اهل فرانسه است.
از باشگاه‌هایی که در آن بازی کرده‌است می‌توان به باشگاه فوتبال رویال آنتورپ و باشگاه فوتبال اوستنده اشاره کرد.